# Canon Powershot S100
Die Canon PowerShot S100 ist eine digitale Kompaktkamera des japanischen Kameraherstellers Canon und wurde am 15. September 2011 als Nachfolgerin der Canon PowerShot S95 angekündigt und war seit Anfang 2012 lieferbar. Als erste Kamera verfügt sie über den neuen DIGIC-5-Prozessor, der bessere Leistungswerte und deutlich verringertes Rauschen im hohen ISO-Bereich aufweisen soll.

## Technische Merkmale
Die Modelle der PowerShot-S-Reihe gelten generell als High-End- oder Prosumer-Produkte wegen ihrer umfangreichen Ausstattung, des für Kompaktkameras überdurchschnittlich großen Sensors und der Unterstützung des RAW-Formates. Im Unterschied zur S95 erlaubt die S100 auch Video-Aufzeichnungen in Full-HD und benutzt nun im Unterschied zu ihrer Vorgängerin einen CMOS-Sensor. Außerdem wurde die Brennweite im Weitwinkelbereich von 28 auf 24 mm verbessert, während im Telebereich nun 120 statt 105 mm zur Verfügung stehen (jew. kleinbildäquivalent).
Als neues Ausstattungsmerkmal verfügt die S100 erstmals über einen GPS-Empfänger, das die Aufzeichnung von Ortsinformationen erlaubt sowie die Aufzeichnung der Route auch in ausgeschaltetem Zustand.

## Verwandte Kameras
Traditionell besitzt die S-Reihe große Ähnlichkeit mit der G-Serie von Canon, da sich das jeweils aktuelle Modell den gleichen Sensor teilt und bis auf den fehlenden Blitzschuh die Modelle der S-Reihe nahezu identisch in Funktionsumfang und Ausstattung sind, allerdings bei wesentlich kleinerem Gehäuse und niedrigerem Preis.
Ein leicht überarbeitetes Nachfolgemodell, die Canon Powershot S110, ist seit 2012 erhältlich.